# Atanus mexicanus
Atanus mexicanus är en insektsart som beskrevs av Delong 1978. Atanus mexicanus ingår i släktet Atanus och familjen dvärgstritar. Inga underarter finns listade i Catalogue of Life.